# Cicadula nigricornis
Cicadula nigricornis är en insektsart som först beskrevs av Sahlberg 1871.  Cicadula nigricornis ingår i släktet Cicadula, och familjen dvärgstritar. Enligt den finländska rödlistan är arten sårbar i Finland. Arten är reproducerande i Sverige. Artens livsmiljö är strandängar vid Östersjön.